# Arne Thuresson (sjöman)
Arne Edvard Thuresson, född 18 augusti 1914 i Visby, död 7 mars 1980 i Ljugarn på Gotland, var styrman ombord på passagerarfartyget S/S Hansa och en av två överlevande när det sänktes av en sovjetisk ubåt utanför Gotland 1944.
Thuresson låg och sov i fartygets radiohytt och räddades mirakulöst genom att hela radiohytten vid explosionen slets loss från fartyget. Den andre överlevande var passageraren Arne Mohlin. Av de 86 ombordvarande på S/S Hansa var 63 passagerare och 23 besättningsmän.
Vid olyckan hamnade de två i vattnet, lyckades hitta en räddningsflotte och räddades genomvåta efter åtta timmar i den kyliga novembernatten.

## Senare liv
Arne Thuresson återgick till arbetet på Ångbåtsbolaget. Sista tjänsten var som befälhavare på "Gotland". Han är begravd på Norra kyrkogården i Visby.